# Astrobotic Technology

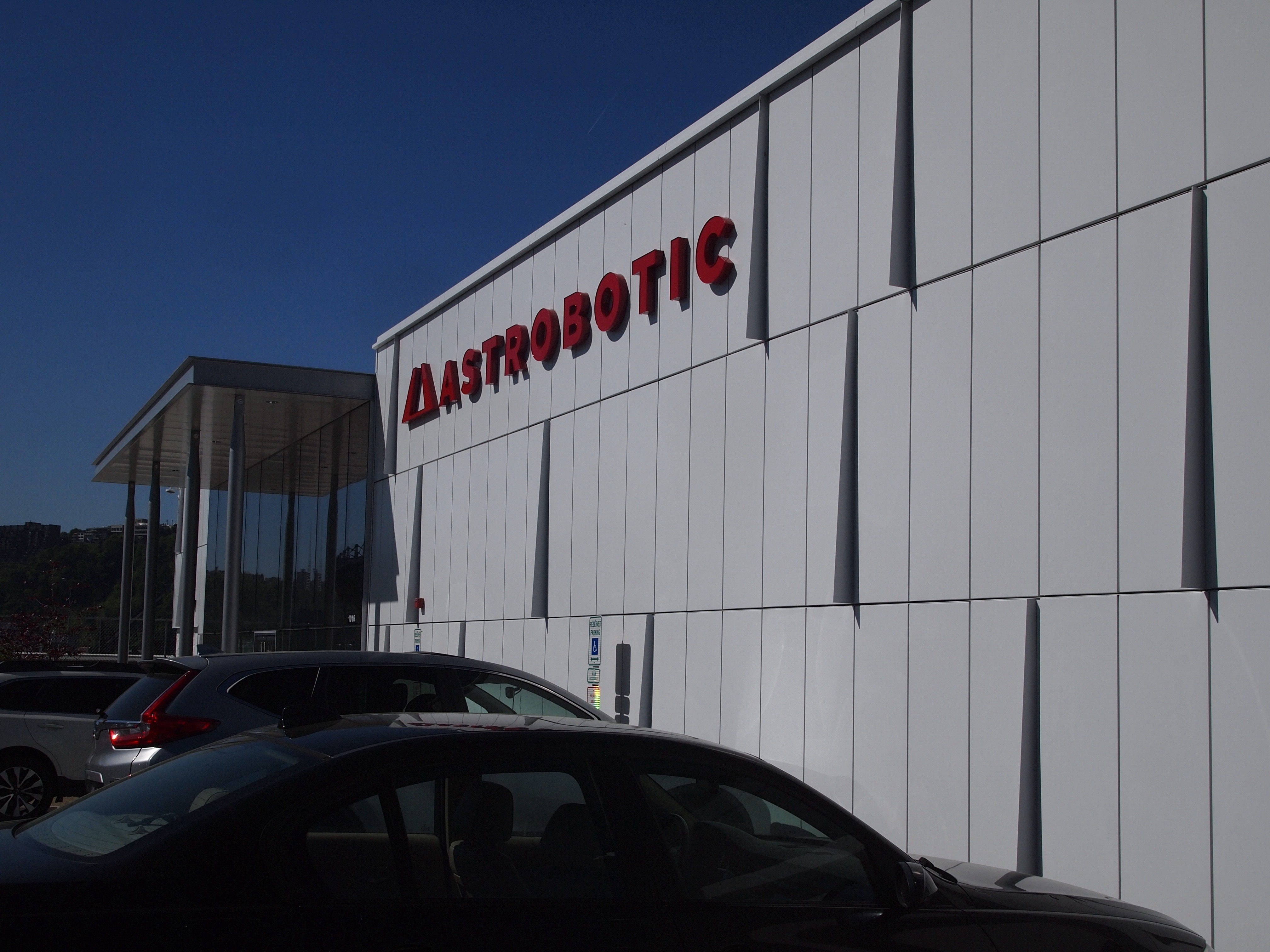
Firmensitz von Astrobotic Technology

Astrobotic Technology (häufig nur Astrobotic) ist ein 2007 gegründetes US-amerikanisches Unternehmen, das Mondlander, Mondrover und weitere Raumfahrttechnik entwickelt und betreibt. Hauptgeschäft von Astrobotic ist der Transport von Nutzlasten zur Mondoberfläche. Das Unternehmen bietet der NASA und privaten Kunden sowie Institutionen Platz für ihre Fracht auf einem ihrer Lander oder Rover an. Ein erster Mondflug im Rahmen des NASA-Programms Commercial Lunar Payload Services startete am 8. Januar 2024.

## Geschichte

### Gründung
Astrobotic Technology wurde von William L. „Red“ Whittacker, Professor für Robotik an der Carnegie Mellon University (CMU), gegründet, um am Mondlandewettbewerb Google Lunar X-Prize (GLXP) teilzunehmen. Kurz nachdem die X-Prize Foundation und Google am 13. November 2007 den Wettbewerb angekündigt hatten, überwies Whittacker den ersten Teil der Anmeldegebühr von 10.000 USD an die Ausrichter. Außerdem überzeugte er weitere Mitarbeiter und Studenten der CMU, sich dem Team Astrobotic anzuschließen. Zusammen mit Raumfahrtunternehmer David Gump gründete er einige Wochen später das Unternehmen Astrobotic Technology, um das nötige Kapital für die Teilnahme am GLXP bereitzustellen. Gump wurde Präsident von Astrobotic, während Whittaker die Posten des Chairman und Chief Technical Officer übernahm. Der erste Rover des Unternehmens wurde Red Rover, nach dem Spitznamen von Whittaker, getauft. Dieser sollte vom Artemis Lander transportiert werden.
Astrobotic Technology schloss den ersten Vertrag mit dem US-amerikanischen Rüstungs- und Elektronikkonzern Raytheon, der die Technologie für Mondlandungen bereitstellen sollte.

### Regolith-Studie und -Wettbewerb
Im Juli 2008 wurde das Unternehmen von der NASA beauftragt, eine 180-tägige Studie zum Thema „Regolith Moving Methods“ durchzuführen. Von dieser und den Studien zehn weiterer Unternehmen erhoffte sich die Raumfahrtbehörde, Ideen für das Constellation-Programm zu erhalten. Die Studie wurde vom Carnegie Mellon University Robotics Institute unterstützt und im März 2009 der NASA vorgestellt.

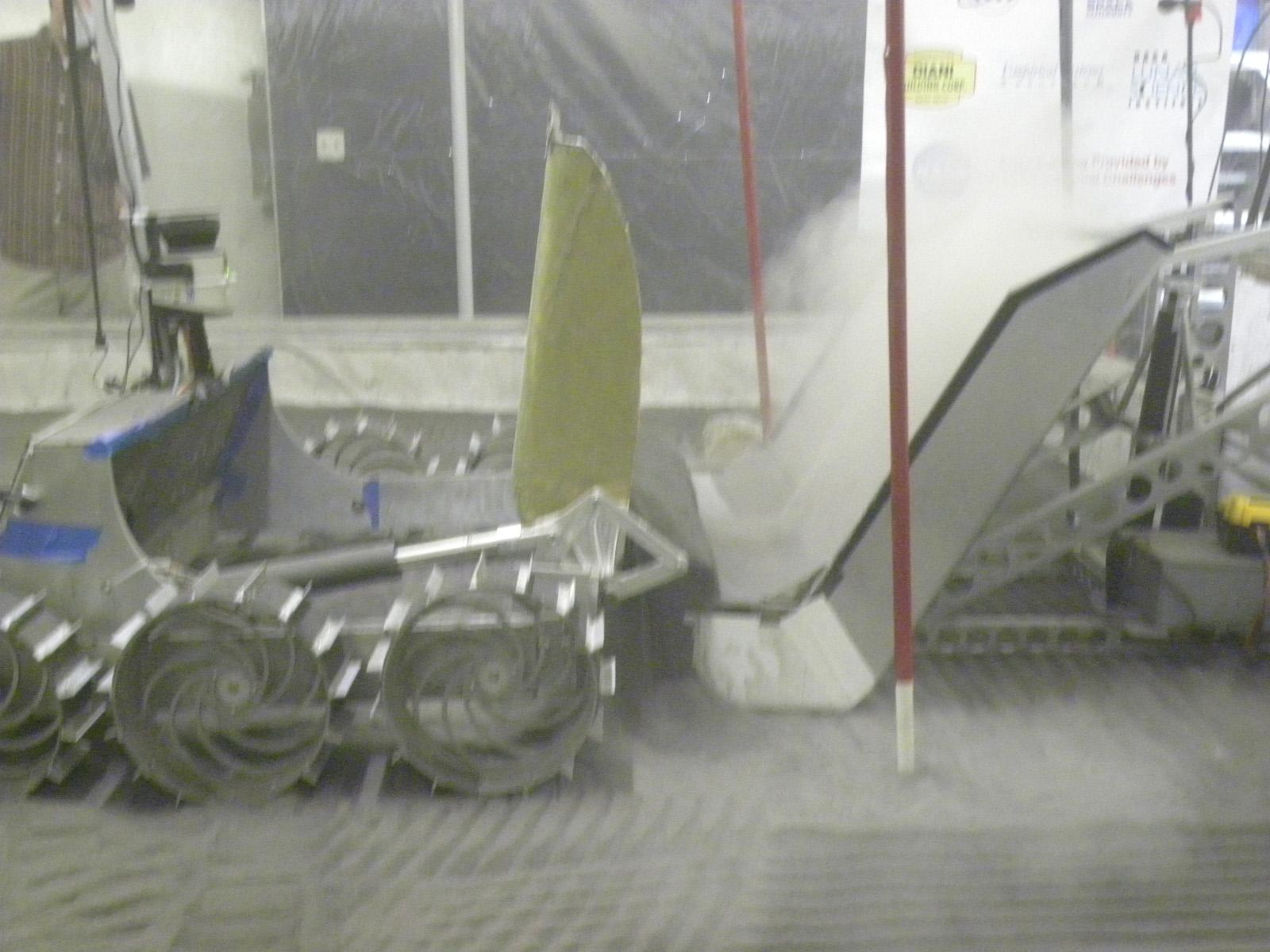
Roboter während der letzten Runde des Wettbewerbs

Außerdem nahm Astrobotic noch im selben Jahr an der Regolith Excavation Challenge, eine von den Centennial Challenges der NASA, teil. Bei dem Wettbewerb ging es darum, einen Roboter zu bauen, der dann nachgestelltes Mondgestein ausgraben und sammeln muss. Dazu wurde das Team Moon Diggers zusammen mit der Edison Space Corporation gegründet. Der Roboter des Teams war etwas kleiner als ein Quadratmeter und wurde zusammen mit dem Robotics Institute der CMU entworfen und gebaut. Astrobotic schaffte es jedoch nicht unter die Sieger und erhielt somit das Preisgeld von bis zu 500.000 USD nicht.

### Google Lunar X Prize
Ursprüngliches Ziel von Astrobotic war es, ihren Rover an der Landestelle der Apollo-11-Mission abzusetzen. Neben Raytheon waren sowohl die Carnegie Mellon University als auch das Arizona State’s Lunar and Planetary Institute der University of Arizona Teil des Teams. Bis April 2009 hatten diese schon über 3 Millionen USD in das Projekt investiert.
Bis September 2009 wurden drei Prototypen des ersten Rovers gebaut. Astrobotic plante diesen schon im Mai 2010 mit der Mission Tranquility Trek auf den Mond zu schicken. Später wurde der Start auf den Dezember und schließlich Mai 2011 verschoben.
Mit Lockheed Martin, Aerojet, Scaled Composites, International Rectifier, Harmonic Drive LLC und Caterpillar fanden sich bis 2010 weitere Teilnehmer und Sponsoren des Teams. Außerdem erklärte die NASA im Oktober des Jahres, dass Astrobotic Technology als eines von sechs Unternehmen für einen Vertrag über 10 Millionen USD für das Landen eines Rovers auf dem Mond infrage käme. Die Landung war für April 2013 geplant. Schließlich erhielt Astrobotic einen Vertrag im Rahmen des Innovative Lunar Demonstrations Data project (ILDD) im Wert von bis zu 30,1 Millionen USD über einen Zeitraum von bis zu fünf Jahren. Dazu kam im Dezember noch eine Erweiterung durch ein zusätzliches Unterstützungspaket von 500.000 USD.

Astrobotic Technology unterzeichnete Anfang 2011 einen Vertrag mit SpaceX, der ihnen einen Platz in einer Falcon 9, die zum Mond fliegen sollte, sicherte. Der Start der Mission war für Dezember 2013 geplant. Außerdem hatte Astrobotic vor, Kunden Frachtraum zu verkaufen. Ein Kilogramm sollte 2 Millionen USD kosten. Geplant war eine Nutzlastkapazität von 100 kg. Zur Durchführung der Mission kam es jedoch nicht.

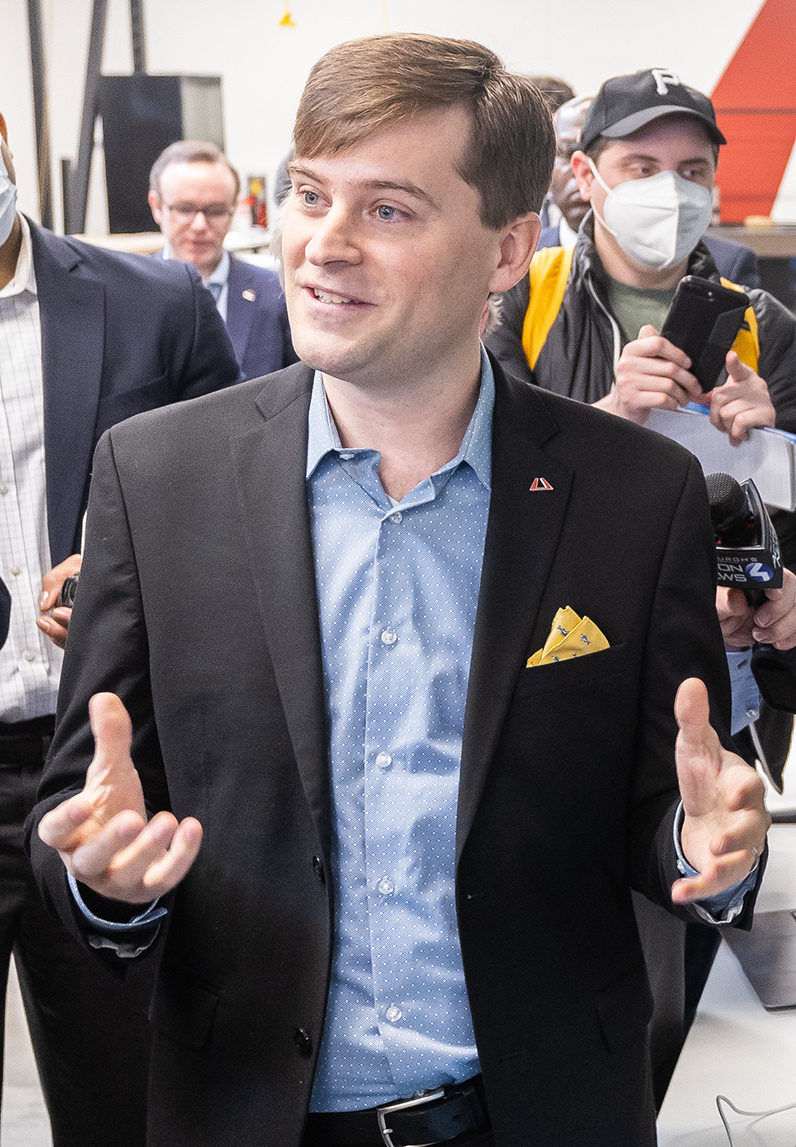
CEO John Thornton (2022)

Außerdem wechselte im April die Unternehmensführung von Astrobotic, nachdem Präsident und Gründer David Gump seinen Rücktritt angekündigt hatte. An seine Stelle trat John Thornton, der seit der Gründung beim Unternehmen gearbeitet hatte, Chief Engineer war und an der Carnegie Mellon University angestellt war.
Die NASA wählte im April 2014 Astrobotic und zwei weitere Unternehmen als mögliche Teilnehmer am Lunar CATALYST-Programm, das kommerziellen Frachttransport zum Mond förden sollte, aus. Später kam es schließlich zu einem Vertragsabschluss. Im November des Jahres stellte die CMU den Rover Andy vor. Dieser sollte für das Team von Astrobotic Technology beim GLXP zum Mond fliegen. Benannt wurde er nach Andrew Carnegie und Andrew Mellon.
Am 16. Dezember des Jahres wurde bekannt gegeben, dass Astrobotic zwei der sogenannten Milestone Prizes des Google Lunar X Prize erreicht hatte. Den Imaging Milestone Prize erhielt man für die Präsentation eines funktionstüchtigen Kamerasystems für Mondrover. Dieser Preis brachte dem Unternehmen 250.000 USD ein. Der Mobility Milestone war auf 500.000 USD dotiert und wurde Astrobotic für den Rover Andy verliehen. Schließlich erhielt das Unternehmen Anfang 2015 auch den Landing Milestone Prize, für den ein Preisgeld von einer Million USD ausgesetzt war. Dieser war für die Demonstration eines funktionierenden Landungssystems vergeben worden. Damit sicherte sich Astrobotic als einziges Team alle drei Milestone Prizes.
Das Deutsche Zentrum für Luft- und Raumfahrt schloss im November 2015 einen Vertrag mit Astrobotic, der dem DLR die Lieferung eines Rovers auf den Mond versprach. Dies war der erste Vertrag für eine Mondlieferung, den das DLR mit einem privaten Unternehmen abschloss.
Schließlich musste Astrobotic aus dem Google Lunar X Prize aussteigen, da sich der voraussichtliche Start ihres ersten Landers beziehungsweise Rovers auf 2019 verschoben hatte. Jedoch sei dies laut CEO John Thornton nicht mehr die Priorität des Unternehmens gewesen. Es waren zudem schon Lieferverträge mit verschiedenen Unternehmen wie Elysium Space geschlossen worden. Weiterhin war geplant, mit dem noch teilnehmenden Team Hakuto (mittlerweile ispace) für den Start 2019 zusammenzuarbeiten.

### Nach dem GLXP
Im Mai 2017 gab Astrobotic bekannt, zusammen mit dem CMU an einem neuen Rover für die NASA zu arbeiten. Die ersten Modelle für den CubeRover waren schon 2015 entworfen worden. Bis zum Zeitpunkt der Vorstellung des kleinen Rovers konnte das Gewicht von anfänglichen 10 kg auf 2 kg reduziert werden. Für die erste Phase der Entwicklung vergab die NASA ein Preisgeld von 125.000 USD. Bis dahin hatte Astrobotic schon 12 Verträge über insgesamt 3,8 Millionen USD mit der Raumfahrtbehörde geschlossen.
2018 erhielt Astrobotic verschiedene Aufträge von der NASA. Neben dem Vertrag zur Entwicklung der CubeRover wurde Astrobotic auch in der Kategorie Increase Access to Planetary Surface mit der Entwicklung von Sensoren zur Landung auf Planeten beauftragt. Weiterhin erhielt man den Auftrag, Navigationssysteme für die Landung auf eisbedeckten Monden der äußeren Planeten des Sonnensystems zu entwickeln. Die European Space Agency zog das Unternehmen 2019 als möglichen Logistikpartner in Betracht. Astrobotic sollte die Möglichkeiten einer Lieferung für die ESA an Bord von Peregrine prüfen.

Außerdem wählte die NASA Astrobotic als eines von neun Unternehmen aus, die für Nutzlasttransporte im Rahmen der Commercial Lunar Payload Services bieten können. Im Mai 2019 erhielt Astronotic neben Intuitive Machines und Orbit Beyond einen Zuschlag; beauftragt wurde die Lieferung von Nutzlast in die Tiefebene Lacus Mortis im Jahr 2021. Dafür stellte die NASA 79,5 Mio. USD bereit. Im August des Jahres gab man bekannt, dass der Start an Bord einer Vulcan Centaur der United Launch Alliance stattfinden würde.

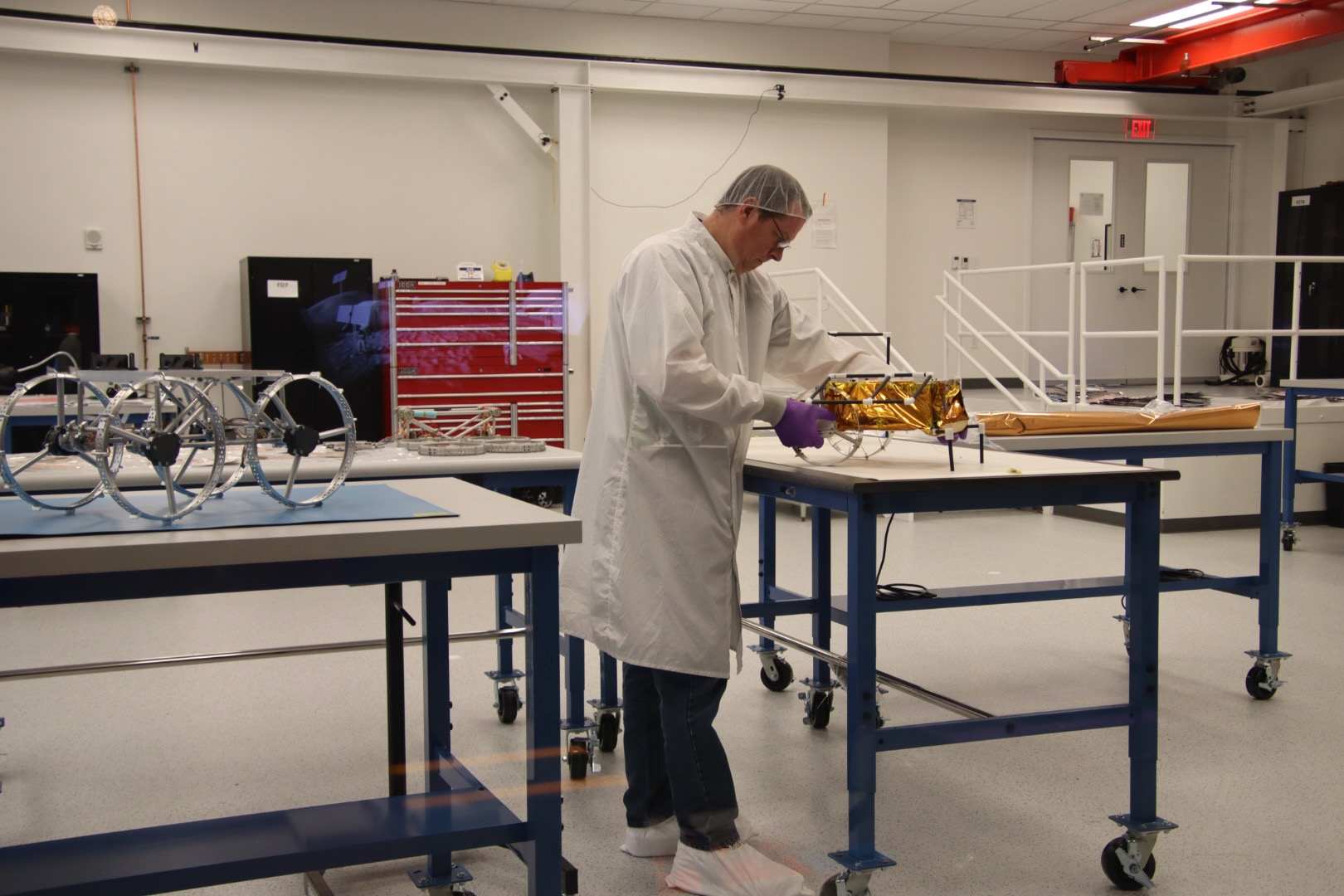
Reinraum im neuen Gebäude

Nachdem das Unternehmen im Dezember 2019 angekündigt hatte innerhalb von Pittsburgh umzuziehen, wurde am 19. Oktober 2020 das neue Gebäude North Side, Pittsburgh eröffnet. Die Anlage ist über 40.000 m² groß und dient sowohl als Firmenzentrale und Testgelände als auch als Mission Control Center. Im Oktober 2022 eröffnete Astrobotic dort auch das „Moonshot Museum“ mit Ausstellungen zu Weltraumthemen, insbesondere zu Raumschiffen und deren Bau.

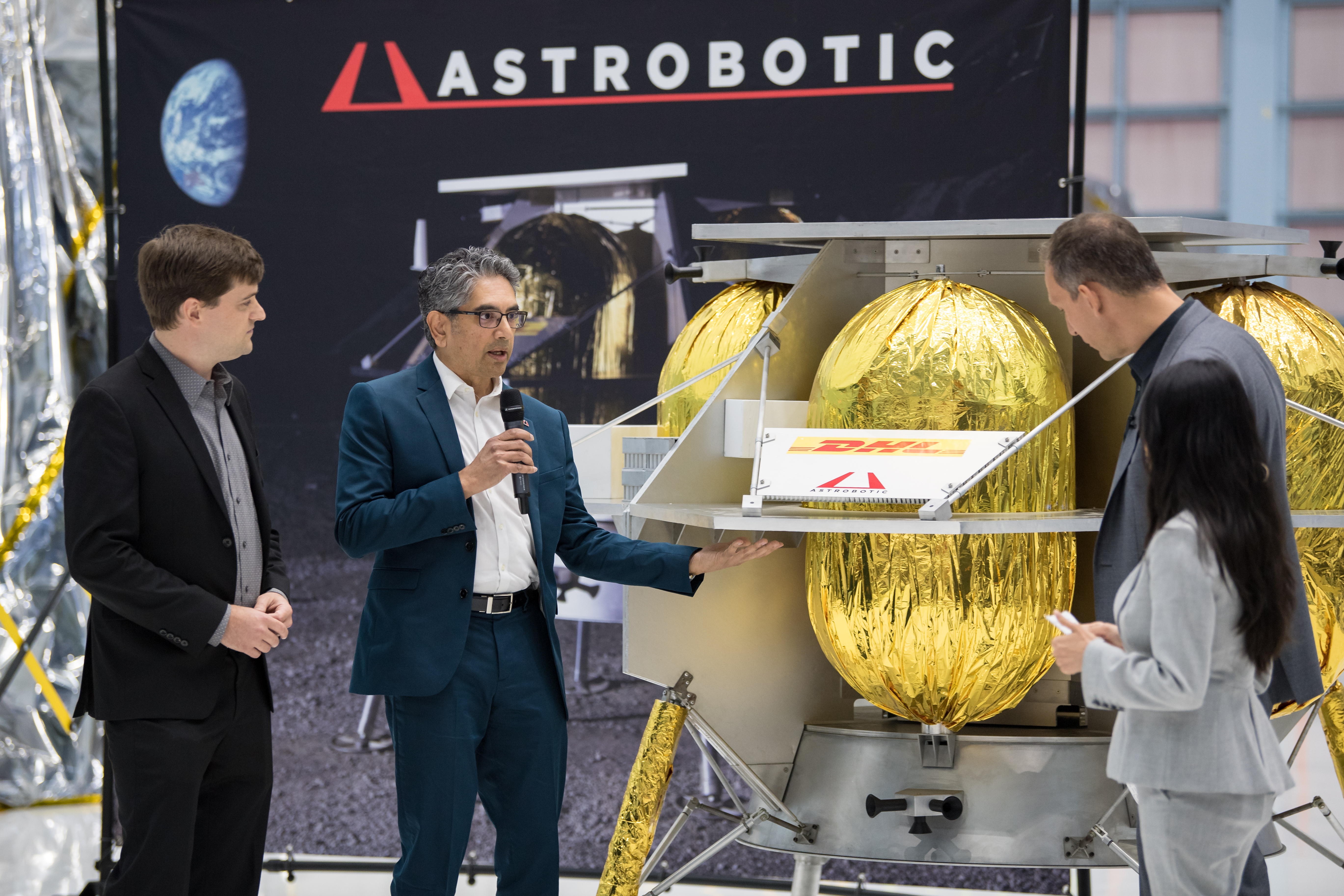
John Thornton (CEO) und Sharad Bhaskaran (Mission Director) von Astrobotic Technology bei der Vorstellung des Mondlanders Peregrine

Nachdem das Raumfahrtunternehmen Masten Space Systems im Juli 2022 Insolvenz beantragt hatte, wurde am 13. September bekanntgegeben, dass Astrobotic das Unternehmen übernimmt.
Im Mai 2023 schloss die NASA einen Vertrag mit einem Konsortium bestehend aus Blue Origin, Lockheed Martin, Draper, Boeing, Honeybee Robotics und Astrobotic. Der Vertrag im Wert von 3,4 Milliarden USD sieht vor, dass die Mondlandefähre Blue Moon 2029 Astronauten auf den Mond bringt. Astrobotic soll sich um die Fracht kümmern und Blue Origin mit der Entwicklung von Sensoren bei der Landung unterstützen.

## Missionen
Astrobotic Technology plant derzeit (Stand März 2024) zwei Missionen mit ihren Landern Peregrine und Griffin. Beide Missionen sollen Nutzlast zum Mond transportieren und befinden sich im Moment in der Vorbereitungsphase. Eine Mission wurde bereits durchgeführt.

### Peregrine Mission One
Die Peregrine Mission One (PM1) war die erste Mission von Astrobotic. Ihr geplanter Landeort waren die sogenannten Gruithuisen Domes, die Berge Mons Gruithuisen Gamma und Mons Gruithuisen Delta in der Region Oceanus Procellarum. Dort sollte Peregrine 21 Nutzlasten aus 6 Ländern auf der Mondoberfläche absetzen und die elektrisch betriebenen davon für acht Tage mit Strom versorgen.
Nachdem im Juni 2016 erstmals der Lander Peregrine vorgestellt und eine erste Mission angekündigt worden war, schloss Astrobotic im Juli 2017 einen Vertrag mit dem Startdienstleister United Launch Alliance. Dieser sah vor, dass Peregrine auf einer Atlas 5 der ULA zum Mond fliegen würde. Die Mission sollte 2019 starten. Bis dahin waren schon elf Verträge zum Transport von Nutzlast durch Astrobotic geschlossen worden. Außerdem wurde DHL als Logistikdienstleister für die Mission bestimmt. Schließlich erhielt Astrobotic einen Auftrag der NASA im Wert von 80 Millionen Dollar zur Lieferung von Nutzlasten, ursprünglich in die Tiefebene Lacus Mortis. Der Zielort wurde danach zugunsten der Gruithuisen Domes geändert. Im Juni 2019 sollen Astrobotic-Aufträge für den Transport von 28 Nutzlasten aus acht verschiedenen Ländern mit Peregrine vorgelegen haben.
Der Start der Mission wurde mehrfach verschoben. Zunächst für Juli 2021 geplant, wurde der Start erst auf 2022, dann auf Mai 2023 und später auf unbestimmte Zeit verschoben, da ein Problem bei einem Test aufgetreten war. Die Mission startete schließlich am 8. Januar 2024 mit der ersten Vulcan-Rakete der United Launch Alliance (ULA). Kurz nach dem Start entstand ein Treibstoffleck am Peregrine-Lander, weshalb keine weiche Mondlandung mehr möglich war. Am 18. Januar stürzte der Lander zurück auf die Erde.

### Griffin Mission One
Die Griffin Mission One (GM1) soll 2025 starten und bei dem Krater Nobile am Südpol des Monds landen.

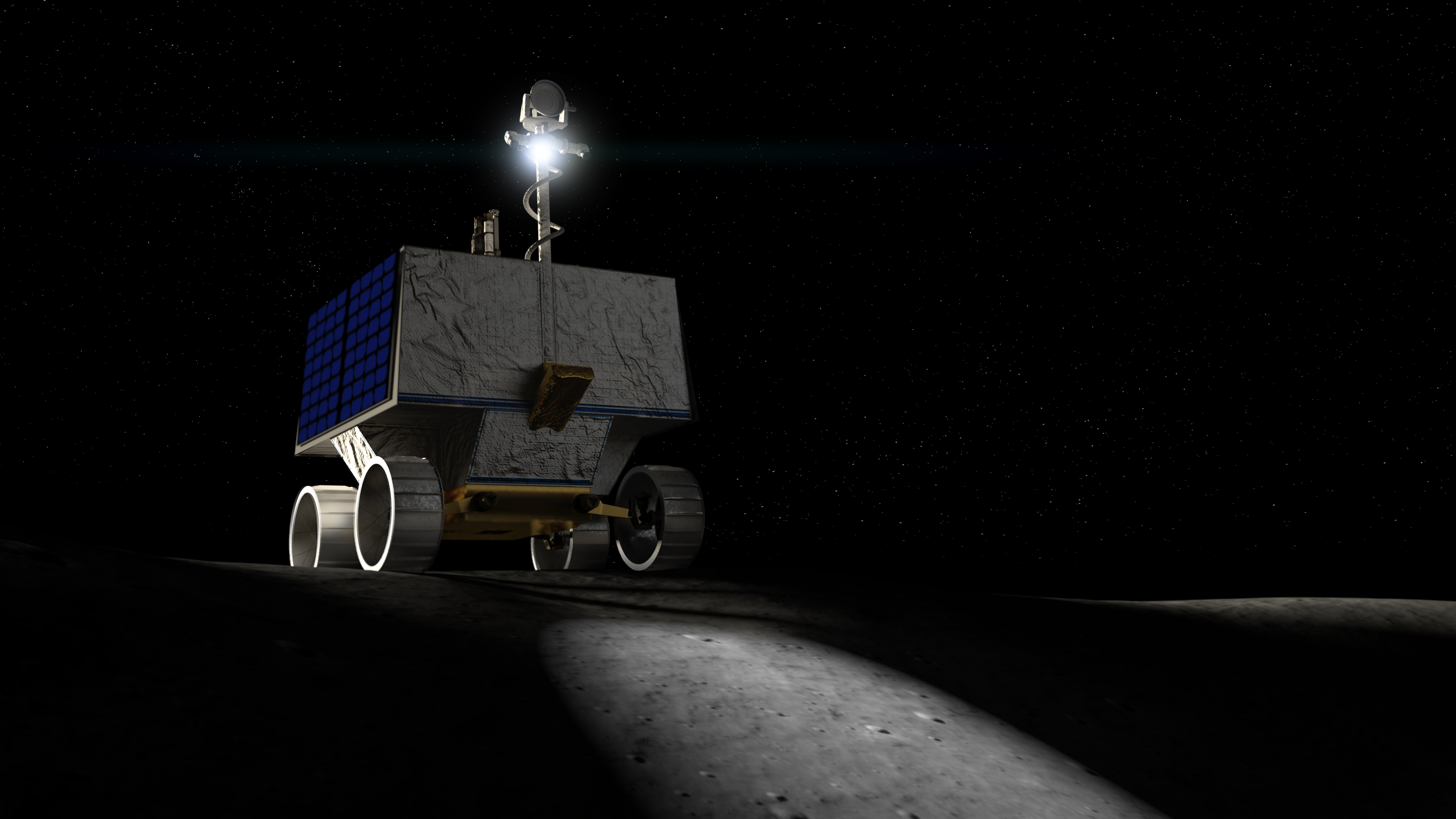
Grafische Darstellung des Rovers VIPER, der die Nutzlast der Mission bilden sollte

Am 25. Oktober 2019 stellte die NASA den Rover VIPER (Volatiles Investigating Polar Exploration Rover), der auf dem Mond nach Eis suchen soll, vor. Es war geplant, diesen im Jahr 2022 im Rahmen des Commercial Lunar Payload Services program zum Südpol des Monds zu schicken. Im Juni 2020 gab die Raumfahrtbehörde bekannt, dass Astrobotic den Transport zum Mond gegen Ende 2023 mit Griffin durchführen würde. Das Unternehmen erhielt einen Vertrag im Wert von 199,5 Mio. USD für diese Aufgabe.
Der Start der Mission wurde im Juli 2022 um ein Jahr verschoben, sodass Griffin frühestens im vierten Quartal von 2024 gestartet wäre. Im April 2024 kündigte Astrobotic an, dass Griffin zusätzlich zu VIPER einen Cuberover mitführen soll, welcher eine Software des kanadischen Unternehmens Mission Control testen soll. Im Juli 2024 gab die NASA bekannt, dass sie die Viper-Mission wegen weiterer Verzögerungen bei der Entwicklung von Rover und Lander und wegen steigender Kosten gestrichen habe. Die Griffin Mission One solle aber frühestens im Herbst 2025 mit einem Nutzlastsimulator statt Viper starten, um den Lander zu erproben. Weiterhin sollen mindestens einen CubeRover, ein Retroreflektor zur Positionsbestimmung sowie Nutzlasten von der ESA an Bord sein.

### Third Lander Mission
Eine noch nicht näher bezeichnete Mission mit einem der Lander von Astrobotic, wurde am 25. April 2023 angekündigt. Das Unternehmen unterzeichnete dafür einen Vertrag mit SpaceX, der dem Lander einen Startplatz auf einer Falcon Heavy zusichert. Diese soll 2026 zum Südpol des Monds starten. Die Mission ist bis jetzt nicht Teil des CLPS-Programms der NASA.

## Lander

### Griffin

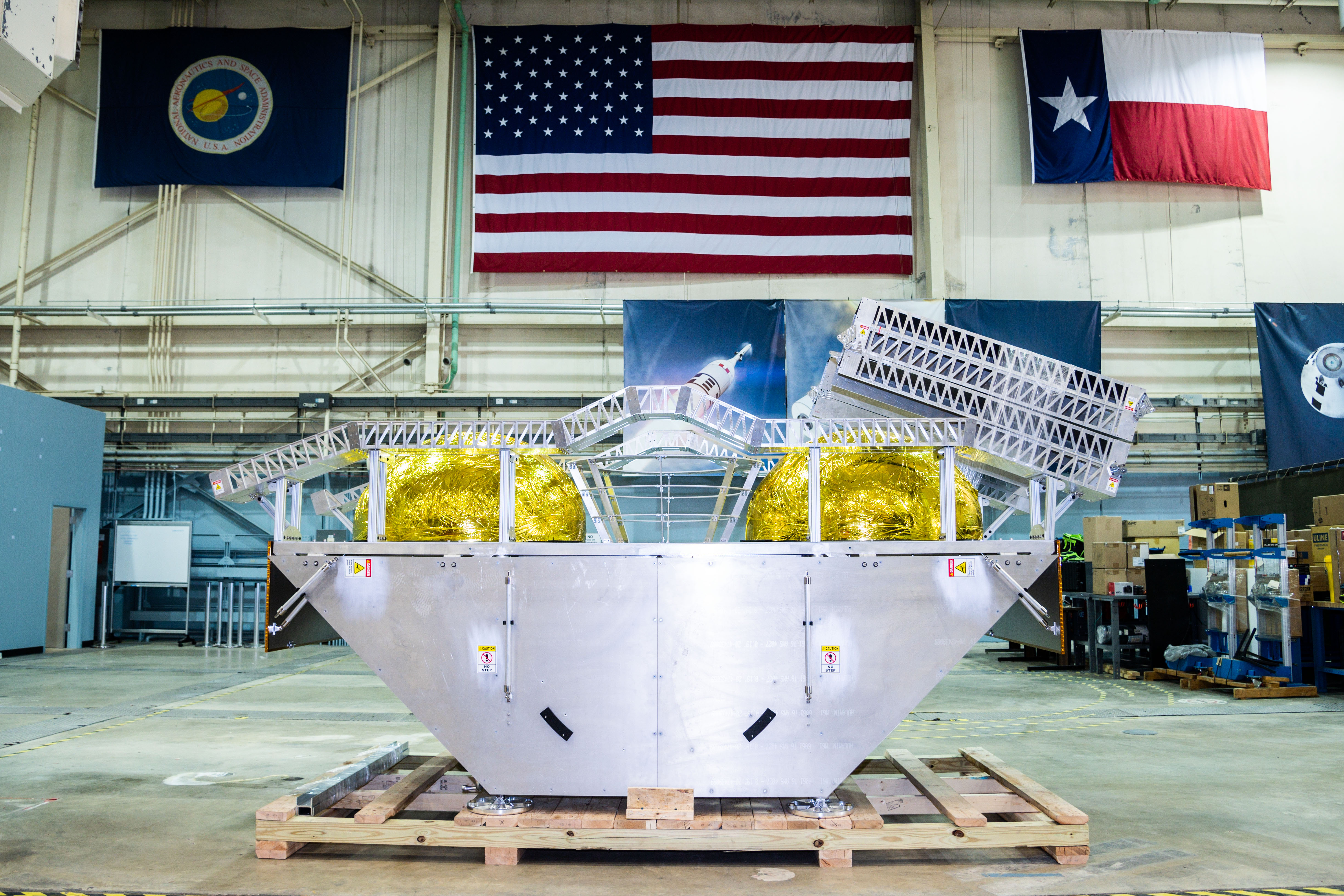
Modell von Griffin

Mit der Entwicklung des Landers Griffin (englisch für Greif) wurde im Oktober 2012 begonnen. Er wird als mittelgroßer Mondlander bezeichnet.
Der Aufbau von Griffin kann je nach geplantem Landeort angepasst werden, baut jedoch immer auf dem Astrobotic common spacecraft bus auf. In der sogenannten Polar Configuration, die dazu dient Nutzlast zum Südpol zu bringen, kann der Lander bis zu 625 kg an Nutzlast tragen.
Die Grundstruktur des Landers besteht aus einer Aluminiumlegierung. Angetrieben wird Griffin von fünf Haupttriebwerken und 25 Schubdüsen zur Lageregelung. Die Steuerung übernimmt die sogenannte Guidance, Navigation, and Control architecture (GNC). Diese wird auch in Peregrine verwendet. Zur Landung wird ein Doppler-Lidarsystem an Bord des Landers verwendet. Die für die Mission benötigte Energie wird durch Solarzellen bereitgestellt und in einer Lithium-Ionen-Batterie gespeichert. Die Kommunikation erfolgt wie bei Peregrine über X-Band und WLAN-Modem mit 2,4 GHz. Abgesehen davon wird auch RS-422 beziehungsweise SpaceWire für den kabelgebundenen Datentransport verwendet. Die thermische Kontrolle erfolgt hauptsächlich durch passive Methoden, wie Strahler, Wärmerohre und eine mehrschichtige Isolierung.

### Peregrine

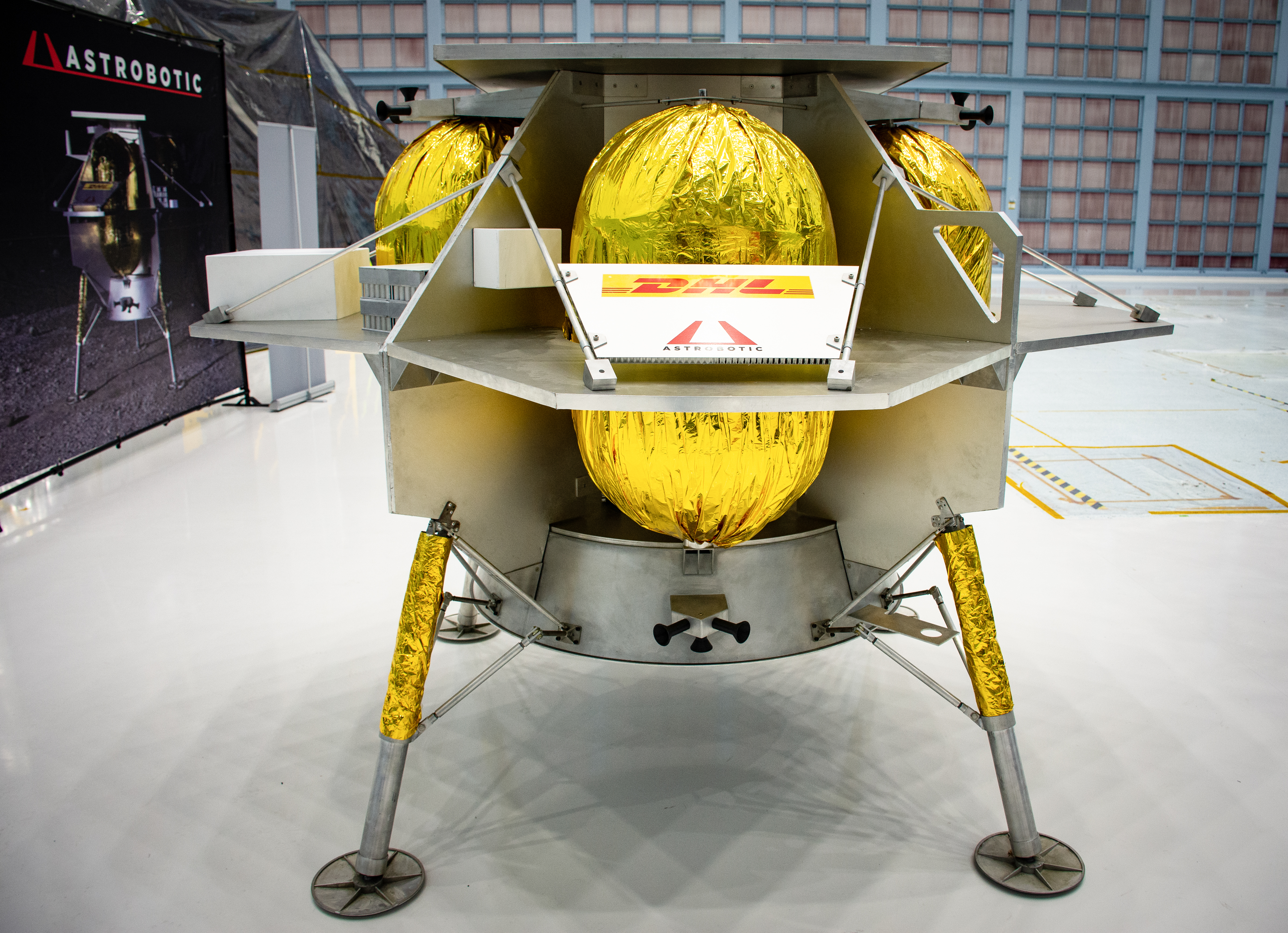
Modell von Peregrine

Peregrine (englisch für Wanderfalke) ist ein Mondlandegerätetyp, genauer gesagt ein reiner Lander, dessen Zweck es ist, nur eine Nutzlast auf die Mondoberfläche zu bringen. Er kann also nicht wieder starten und verbleibt am Landeplatz.
Der Lander ist eine Version des schon vorher entwickelten Griffin, die jedoch kleiner ist und weniger Nutzlast tragen kann. Er wurde am 2. Juni 2016 bei der Berlin Air Show vorgestellt und sollte Astrobotic beim Google Lunar X Prize den ersten Platz sichern. Jedoch wurde noch im Dezember 2016 verkündet, dass der Start von Peregrine auf 2019 verschoben wurde, was das Aus für das Team im GLXP bedeutete.
Peregrine ist etwa 1,9 m hoch und hat einen Durchmesser von 2,5 m. Abhängig von dem geplanten Landeort kann er eine Nutzlast von 70 bis 100 kg zum Mond bringen. Die Struktur des Satellitenbusses besteht größtenteils aus einer Aluminiumlegierung und kann für verschiedene Missionen unterschiedlich konfiguriert werden. Das Antriebssystem besteht aus fünf Raketentriebwerken vom Typ ISE-100 des Herstellers Aerojet Rocketdyne. Dazu kommen 12 Schubdüsen zur Lageregelung. Zur Landung wird ein Doppler-Lidarsystem an Bord des Landers verwendet. Außerdem verfügt Peregrine über Kühlrippen, um Abwärme abzuleiten, sowie Wärmeisolatoren. Die Kommunikation mit der Erde funktioniert über unterschiedliche Frequenzen im X-Band, während der Lander und Rover durch ein WLAN-Modem mit 2,4 GHz in Kontakt stehen.

## Rover

### Polaris
Im April 2012 stellte das Unternehmen einen neuen Rover namens Polaris vor. Dieser sollte Vorkommen von Eis, Wasser, Methan und Anderem auf dem Mond untersuchen. Polaris entstand nach Konzepten, die schon 2010 im Zusammenhang mit dem Vertrag mit der NASA erarbeitet worden waren. Der Rover sollte etwa 80 kg an Nutzlast tragen können und im Oktober 2015 mit einer Falcon 9 von SpaceX auf den Weg zum Mond gebracht werden. Ursprünglich wollte Astrobotic in der Nähe des Äquators des Monds landen, um dort die Landungsstelle von Apollo 11 besuchen. Dieser Plan wurde allerdings zugunsten der Untersuchung des Nordpols des Mondes geändert. Der erste Prototyp des Rovers wurde im Oktober 2012 fertiggestellt.
Polaris dient mittlerweile dazu, die Nutzlast von Privatkunden sowie Institutionen zu transportieren. Davon kann er bis zu 90 kg aufnehmen. Abgesehen von dem reinen Transport auf der Mondoberfläche mit einer maximalen Geschwindigkeit von bis zu 37 cm/s, kann der Rover die Nutzlast auch mit Strom versorgen und Kontakt zur Erde herstellen. Der Preis für den Transport von einem Kilogramm Nutzlast beträgt 4,5 Mio. USD. Außerdem bietet Astrobotic Kunden an, Polaris je nach Wunsch anzupassen. So können beispielsweise der Abbau von Regolith, Bohrungen, Schürfen von Ressourcen, Energiedienstleistungen und weitere Funktionen zusätzlich integriert werden.

### CubeRover

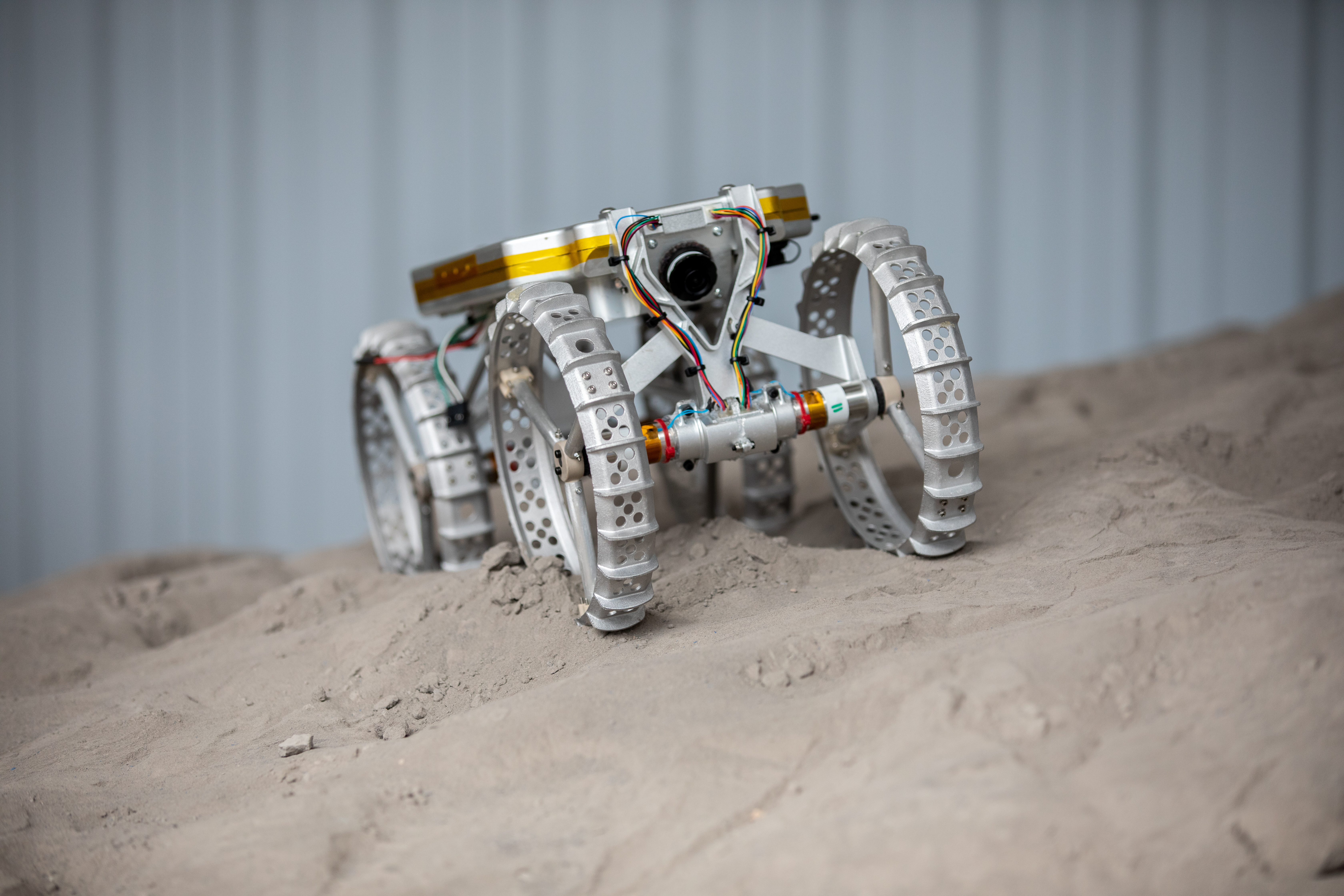
Prototyp eines CubeRover bei einem Test im KSC

Im Mai 2017 gab Astrobotic bekannt, dass zusammen mit dem CMU an einem neuen Rover für die NASA zu arbeiten. Die ersten Modelle für den CubeRover wurden schon 2015 entworfen. Der Rover ist das Pendant zu einem CubeSat, nur dass er auf der Oberfläche von Planeten agiert. Er dient dem Transport zum Mond und soll mit möglichst vielen Systemen kompatibel, um kostengünstige Lieferungen zu ermöglichen. Den CubeRover gibt es in verschiedenen Größen. Im Moment bietet Astrobotic Rover mit Kapazitäten von 2, 4 und 6 kg.
Ein von der CMU gebauter CubeRover mit dem Namen Iris sollte mit der Peregrine Mission One zum Mond fliegen.

### MoonRanger
Der MoonRanger wurde am 1. Juli 2019 von Astrobotic und der CMU, im Rahmen des Lunar Surface and Instrumentation and Technology Payload (LSTIP) program der NASA, vorgestellt.
Der Rover wiegt 13 kg und soll 3D-Karten der Mondoberfläche in Bereichen wie den Polarregionen erstellen, Eis auf dem Mond aufspüren. Dabei steht er in keinem Kontakt zur Erde, er arbeitet also komplett autonom. Eigentlich sollte er mit der Masten Mission One an Bord einer XL-1 von Masten Space Systems im November 2023 starten. Aufgrund der Insolvenz des Unternehmens ist erstmal noch unklar, wann der Rover seine Arbeit aufnehmen kann.

## Weitere Produkte

### LunaGrid
Im September 2019 präsentierte Astrobotic beim International Astronautical Congress ein Projekt zur Stromversorgung auf dem Mond. LunaGrid soll Kunden durch an Rover gebundene Solaranlagen ständig mit Strom versorgen. Die Solaranlagen basieren auf der Vertical Solar Array Technology, die im Rahmen eines Vertrags mit der NASA, bei dem auch Honeybee Robotics und Lockheed Martin involviert sind, entwickelt wurde. Astrobotic erhält für den Bau von Prototypen und das Testen 6,2 Mio. USD. Frühestens 2026 soll LunaGrid an den Start gehen.

### Space Robotics
Neben den Landern und Rovern entwickelt Astrobotic auch Software und Systeme für den Einsatz im Weltraum:
- Terrain Relative Navigation (TRN) und Hazard Detection, Sensorsysteme zur Landung von Landefähren
- Ultranav, kompakte Kamera für Missionen im Weltraum
- Astronav, Software für Roboternavigation und -kartierung
- LunaRay, Software für die Planung von Landungen

Zusammen mit Bosch entwickelte Astrobotic Technology SoundSee, ein Gerät zur Tiefenaudioanalytik auf der ISS. Das Gerät wurde am 2. November 2019 mit der CRS-12 zur Internationalen Raumstation gebracht. Es untersucht die Geräusche der Maschinen an Bord der ISS und ermittelt, ob eine Reparatur nötig ist.